# Екарма (вулкан)
Екарма - активний вулкан на острові Екарма Великої Курильської гряди. Стратовулкан із центральним екструзивним куполом. Висота 1170 м. Відомі виверження 1767-1769, 1980. Нині фіксується термальна активність.